# Giovanni di Stefano (Bildhauer)

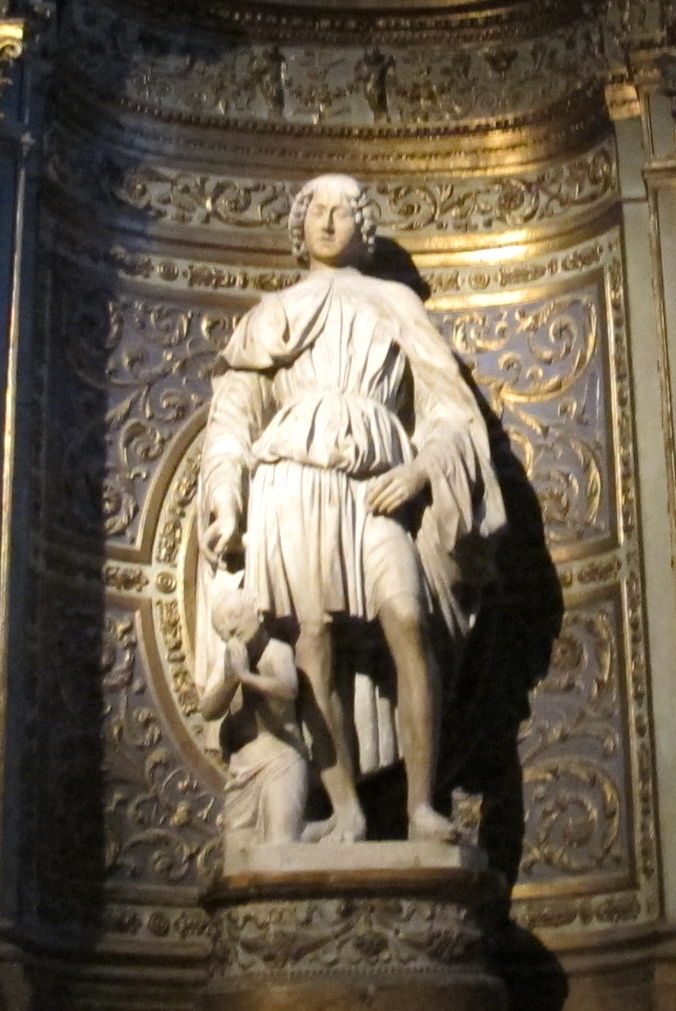
Heiliger Ansanus

Giovanni di Stefano (* 1444 in Siena; † ca. 1506) war ein italienischer Bildhauer.

## Biografie
Er war der Sohn des Malers Stefano di Giovanni, genannt Sassetta. Er war vor allem als Bildhauer tätig und schuf viele Werke in Siena, wie die Marmorwölfe vor dem Dom von Siena und der Porta Romana und im Dom die Einlegearbeiten des Hermes Trismegistos und der Sibyllen von Cumae und Delphi (1487) auf dem Fußboden sowie die Marmorstatue des Heiligen Ansanus in der Kapelle des Heiligen Johannes des Täufers (1487) und zwei Engel mit Kerzenleuchtern aus Bronze (1496–1497) auf dem Hauptaltar.

Als „Künstler des schwachen Temperaments“ wurde er vor allem von Francesco di Giorgio und Vecchietta inspiriert.

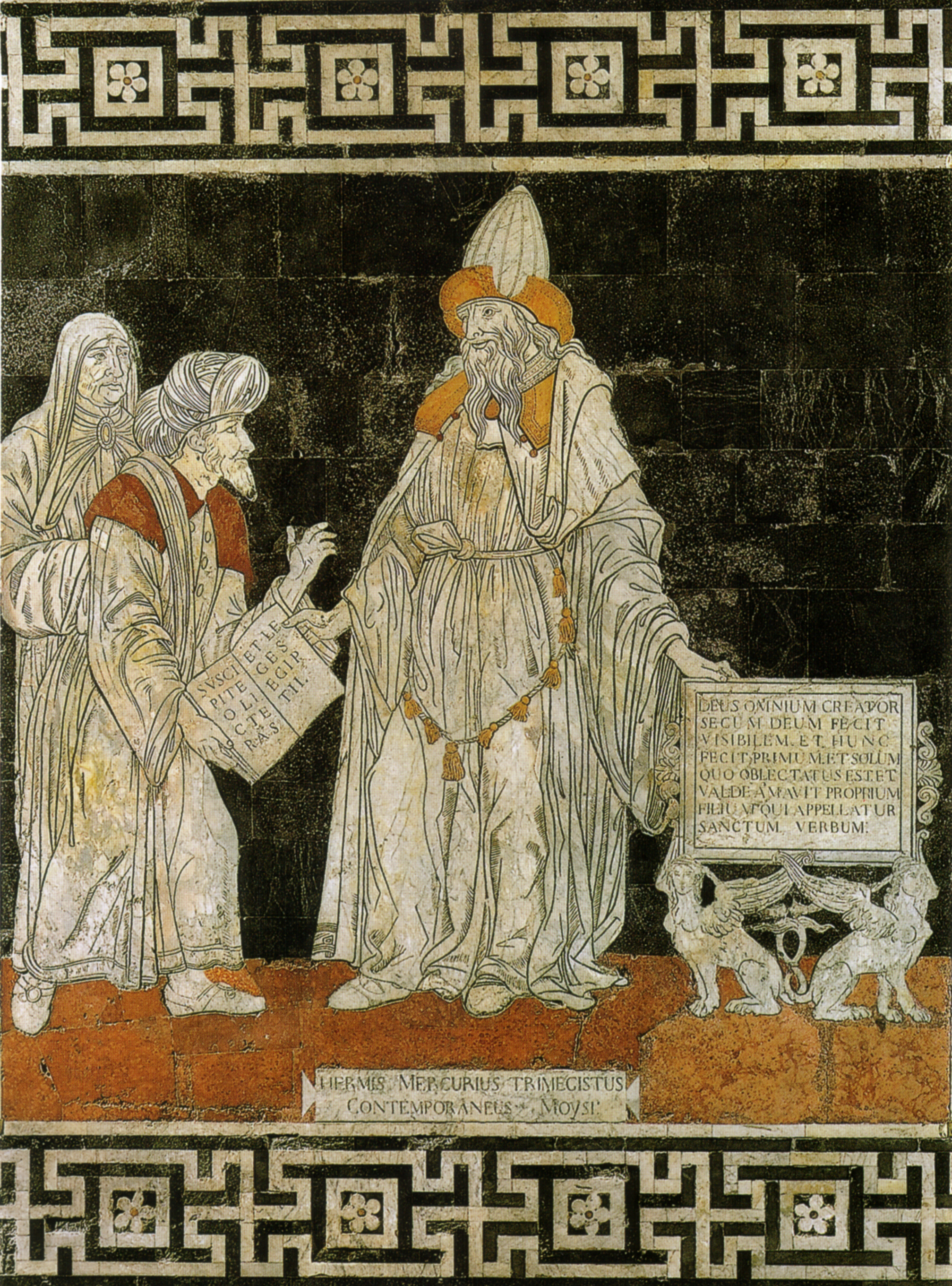
Hermes Trismegistos
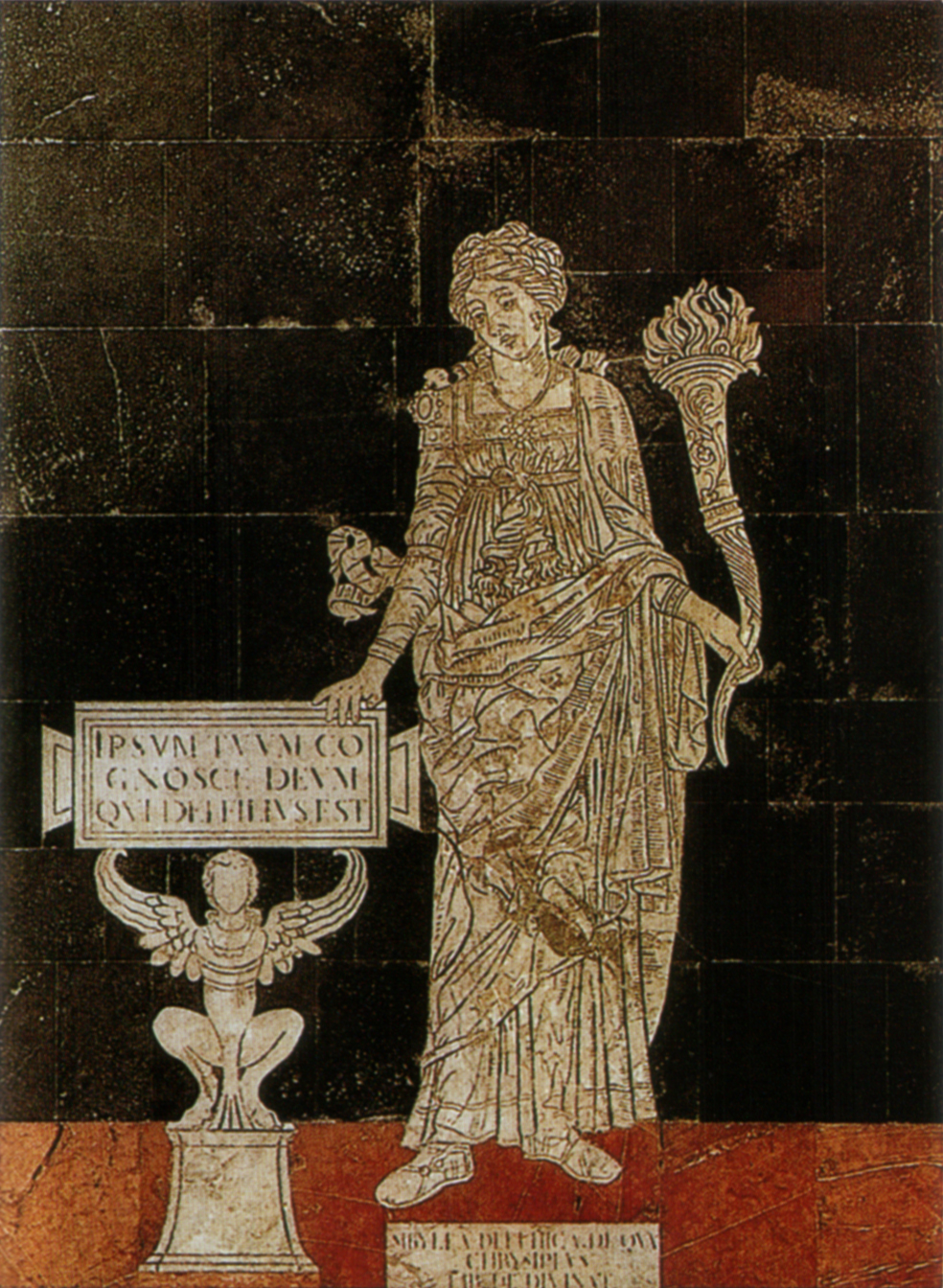
Sibylle von Delphi
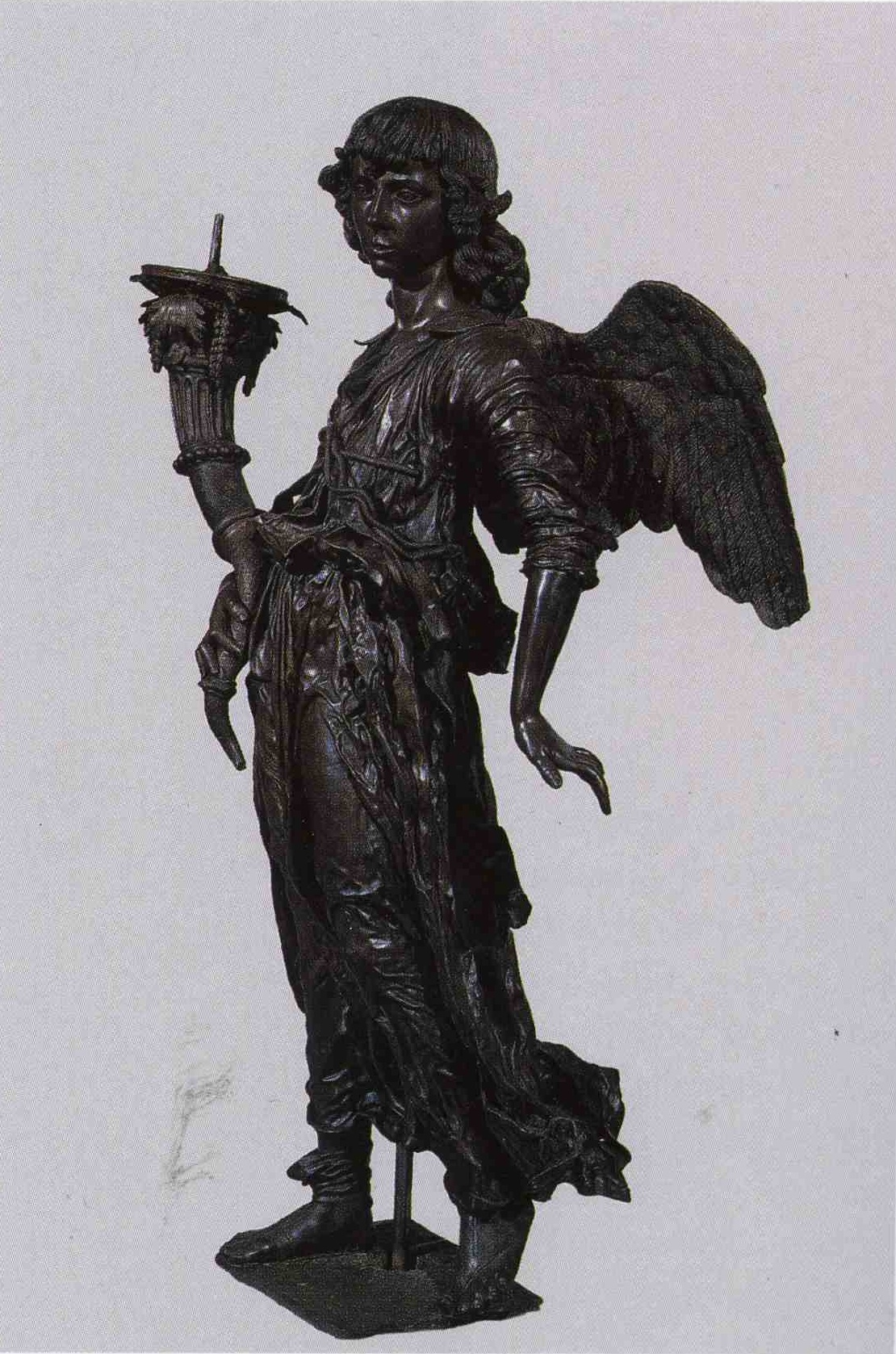
Engel mit Kerzenleuchter